# カラーフィルタ
カラーフィルタは、電磁波に対するフィルタのうち、主に可視域に作用する光学フィルターで、色（波長の違い）に対する特性を目的とするもの。一般的なフィルタと同様、例えば帯域に対する特性で分類するとハイパス・ローパス・バンドパス・バンドストップ等となるが、各種のものがある。

## レンズ用
写真レンズなどに装着する各種のレンズフィルターの一種で、写真の場合、カラー写真では全体の色の傾向を調整し、白黒写真では色によって濃淡を異ならせるという効果がある。フィルム側の分光感度に合わせた調整や、特殊なものとしては単色のフィルタにより色収差を抑え込むといった手法などもある。

## 撮像素子、表示素子用
撮像素子や各種のカラーディスプレイに用いられる部品。
いわゆる多板式での撮影側では、ダイクロイックプリズムによる反射と透過で分解を行い、表示側では各色のフィルタあるいは光源からの像を、ハーフミラー等、ないし同一箇所への投影によって合成する。
単板式では、微細なRGBの各色を1組として並べたパターンのフィルタにより分解し、また表示側ではカラー画像を生成する。配列（arrangement）にはいくつかの方式があるが、固体撮像素子で最もポピュラーなものはベイヤーフィルターである。液晶ディスプレイなどでは各画素にRGBがあったほうが都合が良く、また色別の各発光体が細長くても構わないことから、単純にRGBとしたフィルタのことが多いが、ベイヤーフィルターが使われることもある。顔料ベースと染料ベースがある。その他、時分割による手法もある。